# Folkendange
Folkendange (Luxemburgs: Folkendeng, Duits: Folkendingen) is een klein dorpje in de gemeente Vallée de l'Ernz in Luxemburg. Het dorp – dat 20 inwoners telt –is niet meer dan een kerkje en met een handvol huizen eromheen. Het ligt niet ver van het Mullerthal, ook wel Klein Zwitserland genoemd.
Eppeldorf · Ermsdorf · Folkendange · Hessemillen · Hossenberg · Keiwelbach · Kitzebur · Marxbierg · Medernach · Neumühle · Osterbour · Pletschette · Savelborn · Stegen

Luxemburgse gemeenten · Kanton Diekirch · Luxemburg